# Stone Sour
Stone Sour – amerykańska grupa muzyczna wykonująca metal alternatywny. Powstała w 1992 roku w Des Moines.

## Historia
Grupa powstała w 1992 roku w Des Moines z inicjatywy wokalisty Coreya Taylora oraz perkusisty Joela Ekmana. Stary przyjaciel Taylora, Shawn Economaki, dołączył jako basista.
W 1994 roku wydał swoje pierwsze demo o wybitnie hardrockowym brzmieniu, nagrane w Big Fish Studios w Omaha w stanie Nebraska. Niestety grupa nie zyskała nim żadnej popularności, gdyż klasyczny hard rock, jaki prezentował wtedy Stone Sour, w latach 90. XX wieku odchodził w zapomnienie, a popularnością cieszyły się jedynie legendarne grupy tego gatunku.
W 1995 roku do grupy dołączył James Root. Działalność zawieszono, gdy w 1997 roku Corey odszedł z próbą reformacji grupy Slipknot. Rok później do Slipknot dołączył także Root. Economaki został jej menedżerem, a Ekman założył rodzinę. Myślano, że to koniec Stone Sour.
W 2000 roku Josh Rand przyszedł do Coreya z tekstami nad którymi pracował. Wtedy razem zaczęli pracować przez półtora roku, pisząc nowe piosenki. Zespół przywrócono do życia w 2002 roku, wydając album Stone Sour. Zespół przygotował piosenkę „Bother” na soundtrack do filmu Spider-Man, w czasie gdy nagrywano album. Nowy, a zarazem pierwszy oficjalny w karierze krążek zmienił zupełnie image grupy, gdyż muzyka w nim zawarta bardzo wyraźnie odnosiła się do stylu Slipknot, jednak o nieco łagodniejszym brzmieniu. Po tej konwersji zespół odniósł komercyjny sukces; m.in. dzięki niej również wiele fanów Slipknota zaczęła sięgać po twórczość Stone Sour.
Zespół wrócił do studia w styczniu 2006 roku, zaczynając pracę nad nową płytą. Za bębnami zasiadł Roy Mayorga, zajmując miejsce po Ekmanie, który opuścił zespół po śmierci dziecka. Od maja do czerwca zespół występował w Europie wraz z zespołem Bloodsimple podczas trasy Finish What we Started Tour jako support grupy Alice in Chains. Nowy album wydany 1 sierpnia 2006 roku został nazwany Come What(ever) May i liczy 12 piosenek. Pierwszy singel „30/30-150” wyróżnia dynamika i skomplikowana warstwa rytmiczna. Kolejny „Through Glass” nawiązuje do wspomnianej „Bother”, będąc spokojną alternatywą dla ciężkiego gitarowego grania, jakim zespół zarysował swój styl. W utworze 30/30-150 gościnnie pojawił się perkusista grupy Godsmack, Shannon Larkin. Jego partie perkusji zostały zarejestrowane tylko na płycie. W teledysku pojawia się już Mayorga.
Na początku 2010 roku zespół poinformował, że pracuje nad trzecim albumem. Premierę nowego wydawnictwa zatytułowanego Audio Secrecy przewidziano na 7 września 2010.
Na początku października 2010 roku singiel „Say You'll Haunt Me” z płyty „Audio Secrecy” został sklasyfikowany na 1. miejscu według zestawienia Rock Songs.

## Muzycy
| - Corey Taylor – wokal prowadzący, gitara (od 1992) - Josh Rand – gitara (od 2001) - Roy Mayorga – perkusja (od 2006) - Johny Chow – gitara basowa (od 2012) - Christian Martucci – gitara (od 2014) - Jason Christopher – gitara basowa (2011) - Mike Portnoy – perkusja (2011) | - James Root – gitara, wokal wspierający (1995–2014) - Shawn Economaki – gitara basowa (1992–2011) - Joel Ekman – perkusja (1992–1997, 2002–2006) - Danny Spain – perkusja (2000–2001) - Bruce Swink – gitara (1993–1997) - B J – gitara - Josh Rilying – gitara - Denny Harvey – gitara - Weeter Kane – gitara - Marty Smith – gitara - Jimmy – gitara |

## Dyskografia

### Albumy studyjne
| Rok                            | Album                                                                             | Pozycja na liście | Pozycja na liście | Pozycja na liście | Pozycja na liście | Pozycja na liście | Pozycja na liście | Pozycja na liście | Pozycja na liście | Pozycja na liście | Pozycja na liście | Pozycja na liście | Pozycja na liście | Certyfikat                             |
| Rok                            | Album                                                                             | USA               | AUS               | AUT               | FIN               | FRA               | GER               | IRL               | NED               | NZ                | SWE               | CHE               | UK                | Certyfikat                             |
| ------------------------------ | --------------------------------------------------------------------------------- | ----------------- | ----------------- | ----------------- | ----------------- | ----------------- | ----------------- | ----------------- | ----------------- | ----------------- | ----------------- | ----------------- | ----------------- | -------------------------------------- |
| 2002                           | Stone Sour - Data: 27 sierpnia 2002 - Wydawca: Roadrunner                         | 46                | –                 | –                 | –                 | 131               | –                 | –                 | –                 | –                 | –                 | –                 | 41                | - USA: złoto - UK: srebro              |
| 2006                           | Come What(ever) May - Data: 1 sierpnia 2006 - Wydawca: Roadrunner                 | 4                 | 21                | 13                | 21                | 56                | 18                | 34                | 33                | 31                | 30                | 25                | 27                | - USA: złoto - UK: srebro - CAN: złoto |
| 2010                           | Audio Secrecy - Data: 7 września 2010 - Wydawca: Roadrunner                       | 6                 | 6                 | 5                 | 23                | 29                | 3                 | 19                | 16                | 12                | 10                | 7                 | 6                 |                                        |
| 2012                           | House of Gold & Bones – Part 1 - Data: 23 października 2012 - Wydawca: Roadrunner | 7                 | 13                | 4                 | 10                | 58                | 7                 | 30                | 30                | 12                | 12                | 8                 | 13                |                                        |
| 2013                           | House of Gold & Bones – Part 2 - Data: 9 kwietnia 2013 - Wydawca: Roadrunner      | 10                | 4                 | 3                 | 20                | 71                | 3                 | 49                | 47                | 6                 | 25                | 7                 | 11                |                                        |
| 2017                           | Hydrograd - Data: 30 czerwca 2017 - Wydawca: Roadrunner                           | 8                 | 2                 | 5                 | 14                | –                 | 4                 | –                 | –                 | 6                 | 4                 | 16                | 5                 |                                        |
| „–” pozycja nie była notowana. |                                                                                   |                   |                   |                   |                   |                   |                   |                   |                   |                   |                   |                   |                   |                                        |

### Minialbumy
| 2015                           | Meanwhile in Burbank... - Data: 18 kwietnia 2015 - Wydawca: Roadrunner | 78 |
| „–” pozycja nie była notowana. |                                                                        |    |

### Inne
| Rok  | Tytuł                                                         | Uwagi              |
| ---- | ------------------------------------------------------------- | ------------------ |
| 1994 | Demo - Data: 1994 - Wydawca: Big Fish Studios                 | - demo             |
| 2007 | Live in Moscow - Data: 14 sierpnia 2007 - Wydawca: Roadrunner | - album koncertowy |

### Single
| Rok                            | Tytuł                 | Pozycja na liście | Pozycja na liście | Pozycja na liście | Pozycja na liście | Pozycja na liście | Pozycja na liście | Pozycja na liście | Pozycja na liście | Album               |
| Rok                            | Tytuł                 | USA               | USA Main.         | USA Alt.          | AUS               | GER               | NED               | NZ                | UK                | Album               |
| ------------------------------ | --------------------- | ----------------- | ----------------- | ----------------- | ----------------- | ----------------- | ----------------- | ----------------- | ----------------- | ------------------- |
| 2002                           | „Get Inside”          | –                 | –                 | –                 | –                 | –                 | –                 | –                 | –                 | Stone Sour          |
| 2002                           | „Bother”              | 56                | 2                 | 4                 | 41                | –                 | 40                | 43                | 28                | Stone Sour          |
| 2003                           | „Inhale”              | –                 | 18                | –                 | –                 | –                 | –                 | –                 | 63                | Stone Sour          |
| 2006                           | „30/30-150”           | –                 | –                 | –                 | –                 | –                 | –                 | –                 | –                 | Come What(ever) May |
| 2006                           | „Through Glass”       | 39                | 1                 | 2                 | –                 | 95                | 32                | 37                | 98                | Come What(ever) May |
| 2007                           | „Sillyworld”          | –                 | 2                 | 21                | –                 | –                 | –                 | –                 | –                 | Come What(ever) May |
| 2007                           | „Made of Scars”       | –                 | 12                | –                 | –                 | –                 | –                 | –                 | –                 | Come What(ever) May |
| 2008                           | „Zzyzx Rd.”           | –                 | 29                | –                 | –                 | –                 | –                 | –                 | –                 | Come What(ever) May |
| 2010                           | „Say You'll Haunt Me” | 122               | 4                 | 13                | –                 | –                 | –                 | –                 | 198               | Audio Secrecy       |
| „–” pozycja nie była notowana. |                       |                   |                   |                   |                   |                   |                   |                   |                   |                     |

## Teledyski
| Rok  | Tytuł                 | Reżyseria                  |
| ---- | --------------------- | -------------------------- |
| 2002 | „Get Inside”          | Hal Carter                 |
| 2002 | „Bother”              | Gregory Dark               |
| 2003 | „Inhale”              | Gregory Dark, Corey Taylor |
| 2006 | „Reborn”              | –                          |
| 2006 | „30/30-150”           | P. R. Brown                |
| 2006 | „Through Glass”       | Tony Petrossian            |
| 2007 | „Sillyworld”          | David Brucha               |
| 2007 | „Made of Scars”       | Doug Spangenberg           |
| 2009 | „Bother” (live)       | –                          |
| 2010 | „Say You’ll Haunt Me” | P. R. Brown                |

## Nagrody i wyróżnienia
| Rok  | Kategoria               | Tytułem    | Nagroda                         | Nota      | Źródło |
| ---- | ----------------------- | ---------- | ------------------------------- | --------- | ------ |
| 2010 | Best International Band | Stone Sour | Metal Hammer Golden Gods Awards | Nominacja | [ 30 ] |
| 2011 | Best International Band | Stone Sour | Metal Hammer Golden Gods Awards | Nominacja | [ 31 ] |
| 2013 | Best International Band | Stone Sour | Metal Hammer Golden Gods Awards | Laur      | [ 32 ] |